# Гармењак Вели
43° 42′ 18″ N 15° 27′ 30″ E / 43.70500° С; 15.45833° И
Гармењак Вели је ненасељено острвце у хрватском дијелу Јадранског мора. Налази се у Корнатском архипелагу јужно од острва Корнат између Окључа на истоку, Шкуља на сјеверу и Курбе Веле на сјевероистоку. Дио је Националног парка Корнати. Његова површина износи 0,133 km², док дужина обалске линије износи 1,35 km. Највиши врх је висок 56 m. Грађен је од кречњака кредне старости. Административно припада општини Муртер-Корнати у Шибенско-книнској жупанији.